# Peter Zaremba (musicien)
Pour les articles homonymes, voir Peter Zaremba.
Peter Zaremba est un chanteur américain, musicien et membre des Fleshtones (garage rock). 
Il a été l'hôte de l'émission MTV I.R.S. Records Presents The Cutting Edge diffusé de mars 1983 à septembre 1987 ainsi que la suite The Cutting Edge Happy Hour,,.